# Mickey Mousing
Con l'espressione Mickey Mousing si indica una tecnica di composizione musicale ottenuta sincronizzando le azioni sullo schermo con gli effetti sonori e la musica di accompagnamento, che segue punto per punto l'azione visibile sullo schermo.
Il sistema prende il nome dal personaggio di Topolino, Mickey Mouse. Questa tecnica, giunta ai suoi albori presso Walt Disney, era peraltro ricca di suoni onomatopeici che favorivano un effetto umoristico.
In seguito, la tecnica si è estesa a numerosi generi cinematografici.